# Jean Dasté
Jean Dasté (18 de agosto de 1904-15 de octubre de 1994) fue un actor y director teatral de nacionalidad francesa. 

## Biografía
Nacido en París, Francia, su nombre completo era Jean Georges Gustave Dasté. Jean Dasté se inició en el teatro gracias a su madre. Jacques Copeau, padre de su esposa, Marie-Hélène Dasté, le tomó como alumno en la escuela del Théâtre du Vieux-Colombier en 1922. Siguió a su maestro a Bourgogne, donde el «grupo de los Copiaux» actuó entre 1924 y 1929 en lo que se considera una primera tentativa de descentralización teatral. Tras la disolución de la compañía, los antiguos Copiaux se reencontraron en 1931 en París para formar la «Compagnie des Quinze», dirigida durante dos años por Michel Saint-Denis. Dasté pasó un período de dudas durante el cual pensó renunciar al teatro, pero entonces conoció a Maurice Jacquemont y André Barsacq, con quien fundó la «Compagnie des Quatre-Saisons» (1937). Deseando abandonar el teatro en salas cerradas a fin de recuperar el antiguo espíritu de los artistas ambulantes, Dasté montó Le Médecin volant en el Puente Nuevo, y Los enredos de Scapin bajo la Torre Eiffel. Más adelante, entre 1940 y 1944, trabajó en el Théâtre de l'Atelier de André Barsacq. 
Fue Jean Renoir quien le dirigió en su debut cinematográfico en 1932 con Boudu salvado de las aguas. Pero Jean Vigo lo confirmó gracias a sus películas Zéro de conduite (1933) y, sobre todo, L'Atalante (1934). Junto a Michel Simon y Dita Parlo, interpretó a un emotivo piloto de gabarra. Tras la muerte de Vigo (1934), volvió a rodar con Renoir, actuando en Le Crime de monsieur Lange (1936), La vie est à nous (1936) y La gran ilusión (1937). Varios años más tarde participó en Remorques, de Jean Grémillon, y en Adieu Léonard, de Pierre Prévert.
Jean Dasté fundó durante la Segunda Guerra Mundial el «Théâtre de la Saison-Nouvelle». Con el apoyo de Jeanne Laurent, directora de espectáculos y música del Ministerio de Educación, en 1945 Georges Blachon le llamó para formar en Grenoble la «Compagnie des comédiens de Grenoble», evento que marcó el inicio oficial de la descentralización teatral. No pudieron obtener una subvención municipal, la compañía se disolvió en 1947. A continuación, Jean Dasté fundó en Saint-Étienne el centro dramático de la Cité des mineurs (actual Comédie de Saint-Étienne), cooperativa obrera de interés público regional. La compañía logró atraer a un público popular, el cual se inició en el repertorio de grandes clásicos franceses y extranjeros: Molière, Pierre-Augustin de Beaumarchais, William Shakespeare, Luigi Pirandello, Antón Chéjov, Federico García Lorca, Paul Claudel, o Sófocles. Dasté presentó también autores contemporáneos como Herbert Le Porrier, Yves Jamiaque, Jacques Audiberti, Michel Vinaver, Jean-Paul Sartre, o Jean Lescure, a la vez que experimentaba con el mimo, le nō japonés y la tragedia griega. En 1966 presentó la pieza de Armand Gatti Homme seul, con escenografía del propio autor.
En 1956, tras el éxito obtenido por El círculo de tiza caucasiano, de Bertolt Brecht, Jean Dasté centró su actividad en Saint-Étienne. La compañía se dividió en dos equipos: Les Tréteaux, dirigidos por André Lesage, viajaban por el país, mientras que la Comédie se instaló en la sala de los mutilados laborales, que podía acoger a un millar de espectadores. Después de diez años, la casa de la cultura de Saint-Étienne, dirigida por un consejo de administración y subvencionada por el estado y por colectivos locales, comenzó en 1969 a funcionar en un edificio propiedad de la ciudad. A consecuencia de divergencias políticas con el municipio, Jean Dasté no disponía más que de una pequeña sala a la cual dio el nombre de Copeau. Finalmente, al siguiente año dimitió de sus funciones de director del Centro dramático.
En 1963, tras más de treinta años ausente del cine, Jean Dasté aceptó, a solicitud de Alain Resnais, actuar en Muriel. Después trabajaría en La guerre est finie (1966). François Truffaut, seguramente como parte de un homenaje a Vigo, le dio un importante papel en El pequeño salvaje (1969) y, más adelante, en L'homme qui aimait les femmes (1977). Pero fue en La habitación verde (1978) donde interpretó a un personaje magnífico e inquietante, Bernard Humbert, dando réplica al papel encarnado por Truffaut. También actuó a las órdenes de Alain Resnais en Mon oncle d'Amérique (1980) y L'Amour à mort (1984). 
Son también destacables sus actuaciones en 1969 en Z, de Costa-Gavras, en 1976 en Le Corps de mon ennemi (de Henri Verneuil), en 1978 en Molière (de Ariane Mnouchkine), en 1980 en Une semaine de vacances (de Bertrand Tavernier), y en 1989 en Noce blanche, de Jean-Claude Brisseau.
En 1987, Suzanne Schiffman, ayudante de dirección y guionista de Truffaut, le dio la oportunidad de actuar en su film Le Moine et la Sorcière (1987), una de sus últimas actuaciones.
Jean Dasté falleció en Saint-Étienne, Francia, en 1994. Fue enterrado en el Cementerio de L'Horme.

## Teatro

### Actor
- 1931 : La Mauvaise Conduite, a partir de Plauto, Théâtre du Vieux-Colombier
- 1935 : Autour d'une mère, a partir de William Faulkner, escenografía de Jean-Louis Barrault, Théâtre de l'Atelier
- 1938 : Les 37 Sous de M. Montaudoin, de Eugène Labiche y Édouard Martin, escenografía de André Barsacq, Théâtre des Mathurins
- 1941 : Cita en Senlis, de Jean Anouilh, escenografía de André Barsacq, Théâtre de l'Atelier
- 1941 : Vestir al desnudo, de Luigi Pirandello, escenografía de André Barsacq, Théâtre de l'Atelier
- 1941 : Eurydice, de Jean Anouilh, escenografía de André Barsacq, Théâtre de l'Atelier
- 1942 : Snouck, de Philippe Frey, escenografía de Roland Piétri y Claude Sainval, Teatro de los Campos Elíseos
- 1942 : Sylvie et le fantôme, de Alfred Adam, escenografía de André Barsacq, Théâtre de l'Atelier
- 1945 : L'Agrippa ou la folle journée, de André Barsacq, escenografía de André Barsacq, Théâtre de l'Atelier
- 1949 : La Cagnotte, de Eugène Labiche, escenografía de René Lesage, Comédie de Saint-Étienne
- 1950 : El baile de los ladrones, de Jean Anouilh, escenografía de André Barsacq, Théâtre des Arts
- 1953 : Cada uno a su manera, de Luigi Pirandello, escenografía de René Lesage, Comédie de Saint-Étienne
- 1954 : La tempestad, de William Shakespeare, escenografía de John Blatchley, Comédie de Saint-Étienne
- 1955 : Cada uno a su manera, de Luigi Pirandello, escenografía de René Lesage, Théâtre Hébertot
- 1956 : La puta respetuosa, de Jean-Paul Sartre, escenografía de Jean Dasté, Comédie de Saint-Étienne y Théâtre des Célestins
- 1956 : El baile de los ladrones, de Jean Anouilh, escenografía de Gérard Guillaumat, Comédie de Saint-Étienne y Théâtre des Célestins
- 1957 : El círculo de tiza caucasiano, de Bertolt Brecht, escenografía de Jean Dasté, Comédie de Saint-Étienne
- 1960 : Tío Vania, de Antón Chéjov, escenografía de Gabriel Monnet, Comédie de Saint-Étienne y gira
- 1962 : El cántaro roto, de Heinrich von Kleist, escenografía de Jean Dasté, Comédie de Saint-Étienne
- 1963 : Le Drame du Fukuryu Maru, de Gabriel Cousin, escenografía de Jean Dasté y Jacques Lecoq, Comédie de Saint-Étienne
- 1966 : Un homme seul, de Armand Gatti, escenografía del autor, Comédie de Saint-Étienne
- 1967 : Les Derniers, de Máximo Gorki, escenografía de Jean Dasté, Comédie de Saint-Étienne
- 1967 : El inspector general, de Nicolas Gogol, escenografía de Edmond Tamiz, Comédie de Saint-Étienne y Théâtre de l'Est parisien
- 1968 : Le Dragon, de Evgueni Schwarz, escenografía de Antoine Vitez, Comédie de Saint-Étienne, Maison de la Culture de Grenoble y Maison de la culture de Bourges
- 1969 : El médico a palos, de Molière, escenografía de Jean Dasté, Comédie de Saint-Étienne
- 1969 : Avoir, de Julius Hay, escenografía de Pierre Vial, Comédie de Saint-Étienne
- 1972 : El avaro, de Molière, escenografía de René Jauneau, Comédie de Saint-Étienne
- 1979 : Récital Jean Dasté, Festival de Aviñón

### Director
- 1945 : Noé, de André Obey, Grenoble
- 1948 : The Playboy of the Western World, de John Millington Synge, Comédie de Saint-Étienne
- 1949 : Medida por medida, de William Shakespeare, Comédie de Saint-Étienne
- 1951 : Macbeth, de William Shakespeare, Comédie de Saint-Étienne
- 1956 : La puta respetuosa, de Jean-Paul Sartre, Comédie de Saint-Étienne
- 1957 : El círculo de tiza caucasiano, de Bertolt Brecht, Comédie de Saint-Étienne
- 1962 : La Charrue et les étoiles, de Seán O'Casey, Comédie de Saint-Étienne y Théâtre Montparnasse
- 1962 : El cántaro roto, de Heinrich von Kleist, Comédie de Saint-Étienne
- 1963 : Le Drame du Fukuryu Maru, de Gabriel Cousin, escenografía con Jacques Lecoq, Comédie de Saint-Étienne
- 1965 : Andorra, de Max Frisch, escenografía con Michel Dubois, Comédie de Saint-Étienne
- 1967 : Les Derniers, de Máximo Gorki, Comédie de Saint-Étienne
- 1969 : El médico a palos, de Molière, Comédie de Saint-Étienne
- 1970 : Le Général inconnu, de René de Obaldia, Comédie de Saint-Étienne
- Les Joueurs, de Nikolái Gógol

## Filmografía
- 1932 : Boudu salvado de las aguas, de Jean Renoir
- 1933 : Zéro de conduite, de Jean Vigo
- 1934 : L'Atalante, de Jean Vigo
- 1936 : Sous les yeux d'Occident, de Marc Allégret
- 1936 : Le Crime de monsieur Lange, de Jean Renoir
- 1936 : La vie est à nous
- 1937 : La gran ilusión, de Jean Renoir
- 1938 : Le Temps des cerises, de Jean-Paul Le Chanois
- 1941 : Remorques, de Jean Grémillon
- 1942 : Croisières sidérales, de André Zwoboda
- 1943 : Picpus, de Richard Pottier
- 1943 : Une étoile au soleil, de André Zwoboda
- 1943 : La Bourse ou la vie, de Pierre Prévert
- 1945 : La Grande Meute, de Jean de Limur
- 1945 : Le Mystère Saint-Val, de René Le Hénaff
- 1963 : Muriel, de Alain Resnais
- 1965 : Le Ciel sur la tête, de Yves Ciampi
- 1966 : La guerre est finie, de Alain Resnais
- 1966 : Le Trompette de la Bérésina, de Jean-Paul Carrère
- 1969 : Z, de Costa-Gavras
- 1970 : El pequeño salvaje, de François Truffaut
- 1972 : Beau Masque, de Bernard Paul
- 1974 : Les Jours gris, de Iradj Azimi
- 1975 : Les Prétendants de Madame Berrou, de Hervé Baslé
- 1975 : Mourir pour Copernic, de Bernard Sobel
- 1976 : Le petit Marcel, de Jacques Fansten
- 1976 : Le Corps de mon ennemi, de Henri Verneuil
- 1977 : L'homme qui aimait les femmes, de François Truffaut
- 1978 : La habitación verde, de François Truffaut
- 1978 : Utopia, de Iradj Azimi
- 1978 : Molière, de Ariane Mnouchkine
- 1978 : La Tortue sur le dos, de Luc Béraud
- 1979 : Pourquoi Patricia?, de Guy Jorré
- 1979 : Rue du Pied de Grue, de Jean-Jacques Grand-Jouan
- 1980 : Mon oncle d'Amérique, de Alain Resnais
- 1980 : Une semaine de vacances, de Bertrand Tavernier
- 1980 : L'Enfant dans le corridor, de Jacques Tréfouël
- 1981 : Molière, ou la vie d'un honnête homme, de Ariane Mnouchkine
- 1981 : La Ville noire, de Jacques Tréfouël
- 1982 : Le Crime d'amour, de Guy Gilles
- 1983 : Les îles, de Iradj Azimi
- 1984 : Sortie interdite, de Patty Villiers
- 1984 : L'Amour à mort, de Alain Resnais
- 1987 : Monsieur Benjamin, de Marie-Hélène Rebois
- 1987 : Le Moine et la Sorcière, de Suzanne Schiffman
- 1987 : Nuit docile, de Guy Gilles
- 1989 : Noce blanche, de Jean-Claude Brisseau
- 1990 : Projection, de Frédéric Compain

## Textos de Jean Dasté
- Jean Dasté, Voyage d'un comédien, Éditions Stock, 1977
- Jean Dasté, Qui êtes-vous, Lyon, La Manufacture, 1987